# Laticilla cinerascens
La prinia palustre (Laticilla cinerascens) es una especie de ave paseriforme de la familia Pellorneidae propia del noreste del subcontinente indio. Anteriormente se consideraba una subespecie de la prinia de Burnes.

## Descripción
La prinia palustre mide alrededor de 17 cm de largo, de los que la mitad corresponden a su larga cola. Los adultos tienen las partes superiores de color gris oliváceo, con tonos algo más cálidos en la parte posterior del cuello y la parte superior de la espalda, pero menos intenso que el collar de la prinia de Burnes. Presenta un veteado oscuro que empieza grueso en el cuello y que se difumina en la espalda. Sus partes inferiores son de color blanco grisáceo, más gris en los flancos, que puede estar ligeramente estriado. Presenta tonos crema en las coberteras de la parte inferior de la cola (pero no rojizos como la prinia de Burnes). La superficie superior de sus alas tiene listas formadas por las coverteras con bordes más claros. Estas listas de las alas son de colores blanquecino anteados. Las plumas de vuelo de sus alas son pardo grisáceas, y cuando las alas están plegadas las primarias apenas se extienden más allá de las terciarias. Las plumas de su cola pueden ser grisáceas o pardo oliváceas. Su cola es larga y muy escalonada, teniendo las plumas exteriores solo un tercio del largo del par de plumas centrales. En su rostro presenta un conspicuo anillo ocular blanco, lorum blanquecino, mejillas blanquecinas con veteado oscuro.
La parte superior del pico es más oscura que la inferior. Sus ojos son pardos de varios tonos. Sus patas son entre rosado y parrón claro.
De julio a septiembre su plumaje está desgastado, especialmente el de la cola, que puede ser más corta que el del plumaje nuevo, y faltarle las puntas anteadas. La muda generalmente se completa en octubre.
Los juveniles son similares pero tienen un plumaje menos denso y esponjoso. Tienen menos estriado, o carecen de él, en la espalda, y su cola tiene la punta rojiza, no anteada.

## Distribución y hábitat
La prinia palustre se encuentra en las planicies del Brahmaputra y del distrito de Cachar en estado de of Assam, en el noreste de la India, y zonas adyacentes del norte de Bangladés. Vive en varios tipos de hábitats con hierba alta y matorrales, principalmente planicies de cañizales del género Saccharum, con o sin acacias y tarayess diseminados, aunque también se encuentra en planicies con hierba de elefante, e incluso aparece en desiertos con algo de hierba alta diseminada, y carrizales. Preciere zonas cerca de los grandes ríos o pantanos.
Aunque era localmente común se encuentra en peligro de extinción, y está en declive por la alteración de sus hábitats.

## Comportamiento
Como su congénere, esta especie deambula por debajo de la hierba saltando, a menudo en pequeños grupos, en busca de insectos para alimentarse. Generalmente mantiene su cola ligeramente alzada. Suele volar bajo cerca de la hierba. Es más fácil de observar en la época reproductiva, cuando canta al amanecer y atardecer.

## Clasificación
Anteriormente se clasificaba como una subespecie de la prinia de Burn, como P. burnesii cinerascens. Pero actualmente se consideran especies separadas. Tradicionalmente ambas especies se clasificaban en el género Prinia, dentro de la familia Cisticolidae, pero los estudios de ADN indicaron que debían ubicarse en la familia Pellorneidae.